# Hedbergia longiflora
Hedbergia longiflora är en snyltrotsväxtart. Hedbergia longiflora ingår i släktet Hedbergia och familjen snyltrotsväxter.

## Underarter
Arten delas in i följande underarter:
- H. l. longiflora
- H. l. macrophylla